# Cementiri de Tarragona
El Cementiri de Tarragona és una obra arquitectònica de Tarragona protegida com a Bé Cultural d'Interès Local.

## Descripció
Durant el segle xviii les disposicions reials del moment van prohibir enterrar dintre de les esglésies per motius d'higiene. Amb la Guerra del Francès a Tarragona hi va haver moltes baixes i es va necessitar la construcció d'un nou cementiri, pels voltants del 1809, als peus de la muntanya de l'Oliva. En un primer moment només es podien enterrar tarragonins, fet que provocar un conflicte amb les estaments militars. La primera construcció d'aquest cementiri era molt precari, amb parets molt senzilles i en molt mal estat. Al 1825 se cedeix els drets a l'Hospital de Sant Pau i Santa Tecla, passant a possessió municipal els següents anys. Tot i així al 1839 torna a passar a mans de l'Hospital, actual Fundació Hospital de Sant Pau i Santa Tecla.

La construcció recau en les caracterísitques típiques dels cementiris del seu moment.
S'haurien de destacar les diferents capelles realitzades per Josep Maria Jujol.